# Montreuil-sur-Mer
Montreuil-sur-Mer (ook: Montreuil) (Nederlands: Monsterole, ook wel Monsterhole) is een gemeente in het Franse departement Pas-de-Calais (regio Hauts-de-France). De gemeente telde 1.902 inwoners op 1 januari 2022. Tot 31 december 2022 was de plaats officieel bekend onder de naam Montreuil, sindsdien als Montreuil-sur-Mer. De plaats is de onderprefectuur van het arrondissement Montreuil en is ook de centrumstad van het gemeentelijk samenwerkingsverband Communauté d'Agglomération des 2 Baies en Montreuillois.
Montreuil was lange tijd een versterkte plaats; hiervan getuigt nog de Citadel van Montreuil.

## Geschiedenis
De plaats is ontstaan op een heuvel die veertig meter boven de vallei van de Canche uittorent. De plaats ontstond uit een klein klooster, Monasteriolum, en heeft hieraan ook zijn naam te danken. De plaats was strategisch gelegen en lag bovendien gunstig aan een belangrijke weg. Al aan het einde van de negende eeuw werd Montreuil versterkt. In 987 kwam Montreuil toe aan het Franse kroondomein en tot 1204 was het de enige zeehaven in het gebied van de Franse koningen. Koning Filips II liet een machtige koninklijke burcht bouwen om de belangrijke haven te verdedigen. Hij liet ook de stadsmuur versterken. Dankzij de lakenhandel ging het de stad ook economisch voor de wind.
De verzanding van de Canche en de Honderdjarige Oorlog maakten een einde aan deze bloeitijd. De stad beleefde een sluimerend bestaan tot ze weer belangrijk werd in de strijd tussen Frankrijk en de Habsburgers. In juni 1537 werd Montreuil ingenomen en geplunderd door de troepen van keizer Karel V en zijn Engelse bondgenoten. Koning Frans I van Frankrijk liet als reactie een nieuwe stadsmuur bouwen. En aan het einde van de zestiende eeuw werd het kasteel omgebouwd tot een citadel.
In de achttiende eeuw werden nieuwe kloosters en in de bovenstad ook nieuwe huizen van rijke burgers gebouwd. De stad bleef gedurende de negentiende eeuw een vestingstad maar bezat geen goede wegverbindingen. In 1878 werd de spoorlijn Arras – Étaples aangelegd en Montreuil kreeg twee treinstations. Tijdens de Eerste Wereldoorlog was het hoofdkwartier van het Britse leger hier gevestigd.

## Geografie
De oppervlakte van Montreuil-sur-Mer bedraagt 2,8 km², de bevolkingsdichtheid is 867,1 inwoners per km². De plaats ligt aan de Canche.

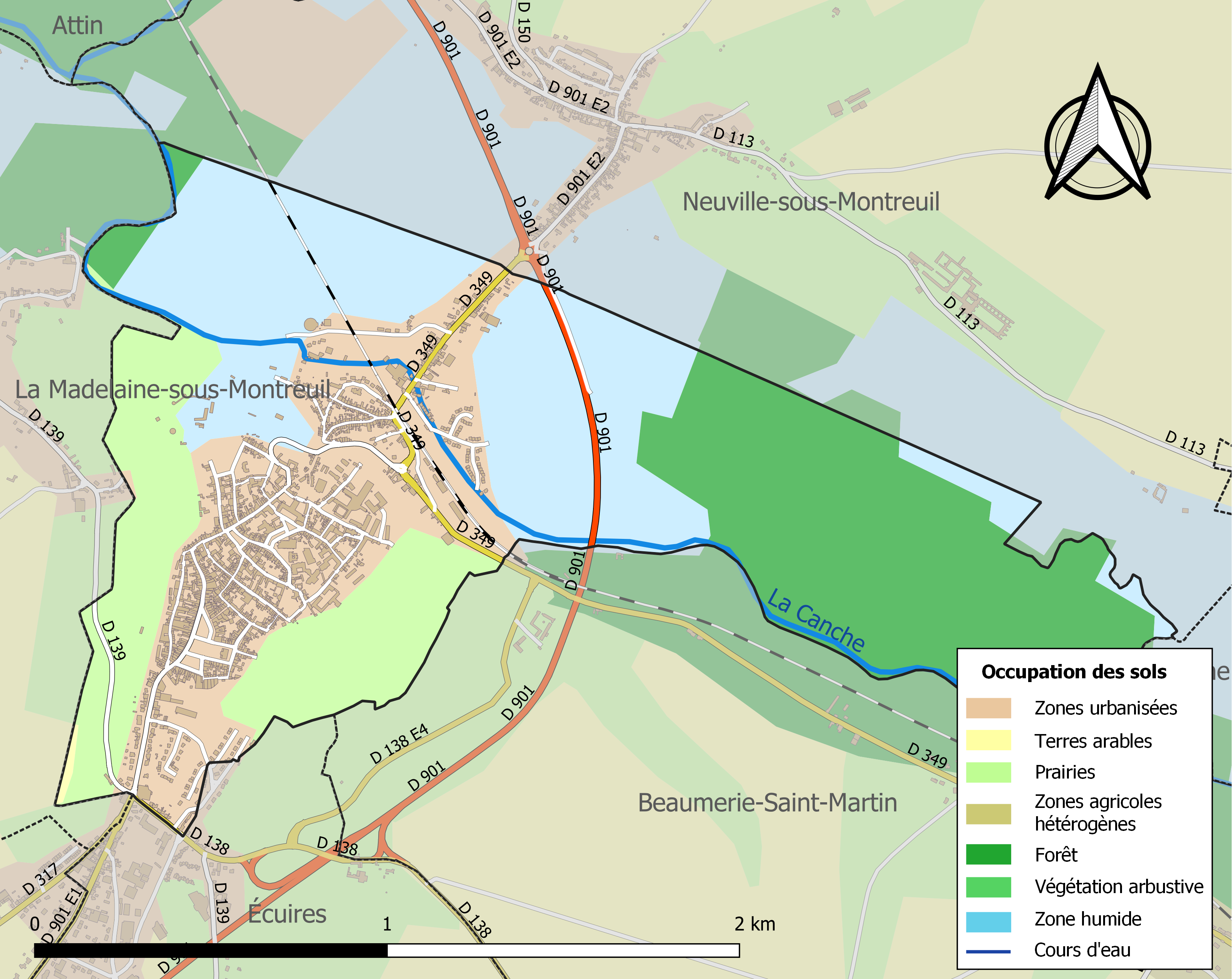
Kaart van de gemeente met de belangrijkste infrastructuur,bodemgebruik en omliggende gemeenten

## Verkeer en vervoer
In de gemeente ligt spoorwegstation Montreuil-sur-Mer.

## Demografie
Onderstaande figuur toont het verloop van het inwonertal (bron: INSEE-tellingen).

## Bezienswaardigheden
Montreuil-sur-Mer is toeristisch vooral bekend om zijn militaire versterkingen, met zijn citadel en een stadsmuur van drie kilometer. Daarom wordt de stad soms het Carcassonne du Nord genoemd.
- Église Saint-Saulve de Montreuil
- Montreuil-sur-Mer Communal Cemetery
- Citadel van Montreuil-sur-Mer

### Foto's

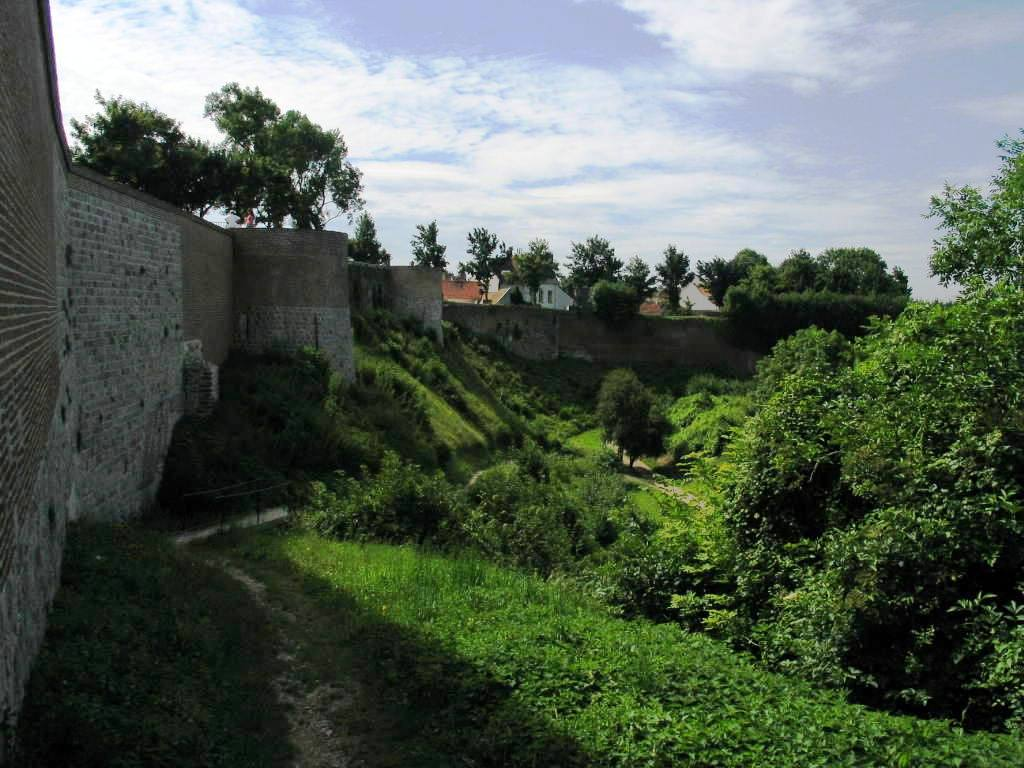
De vestingmuren van de stad
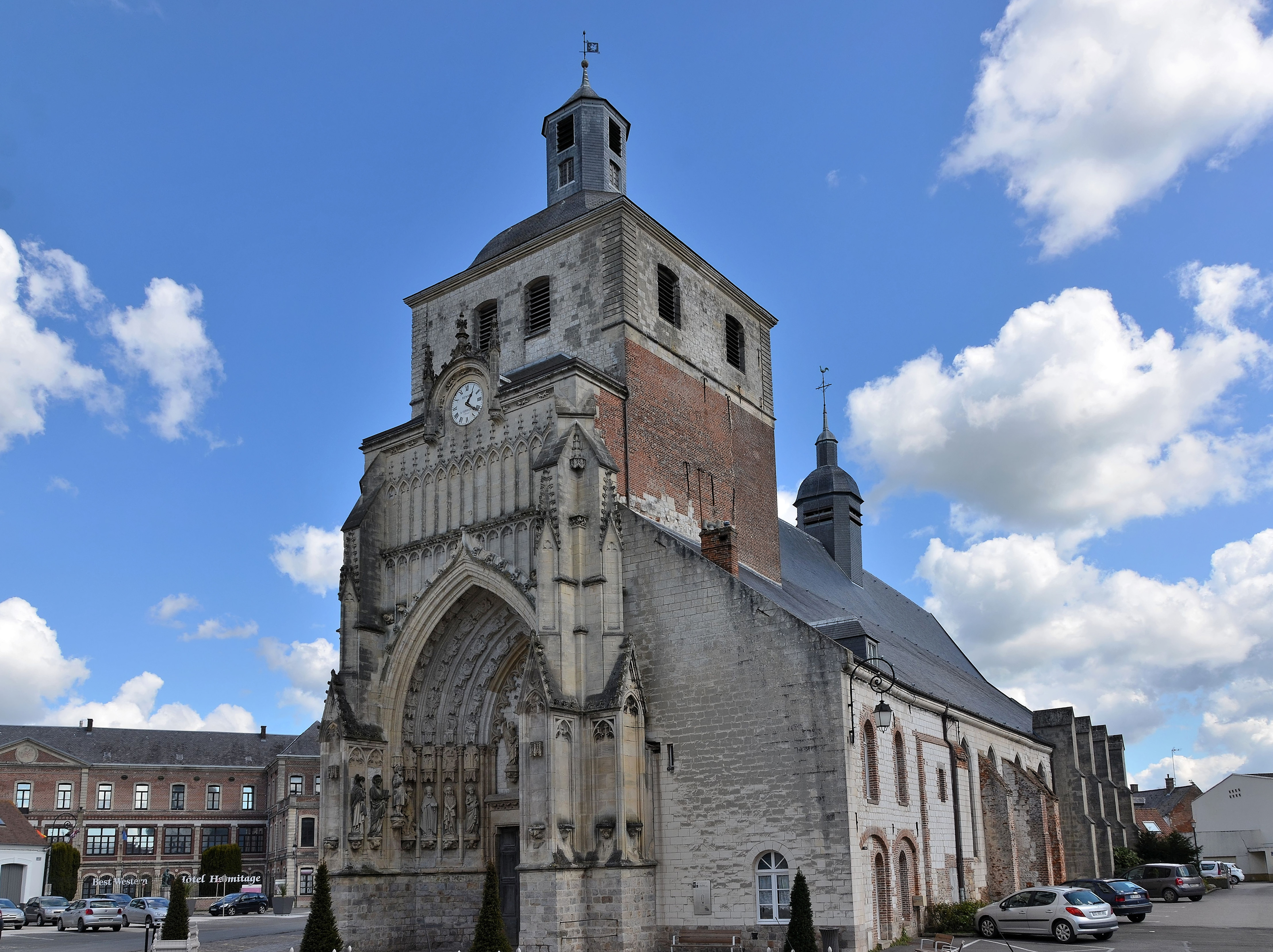
Église Saint-Saulve de Montreuil
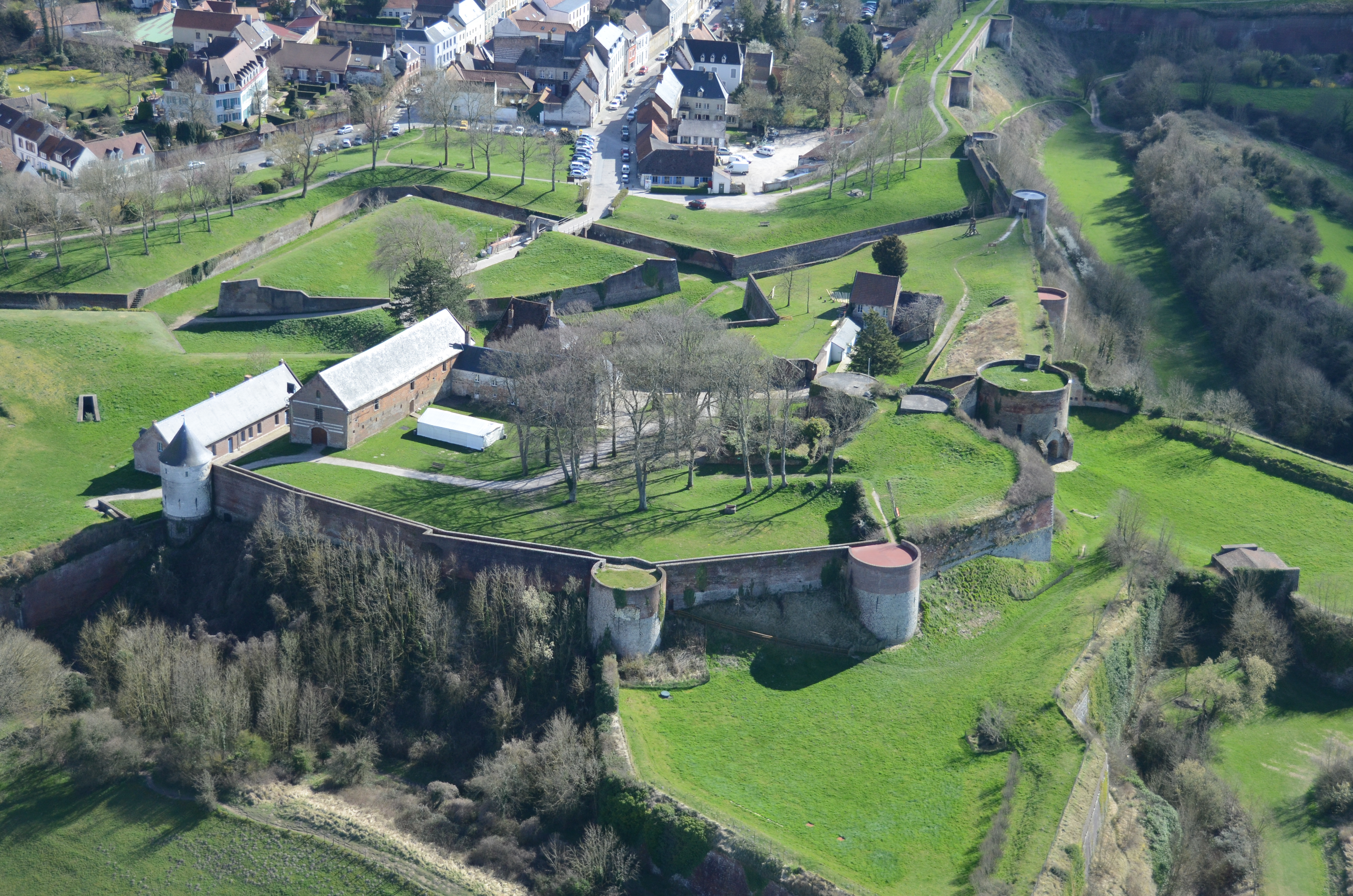
Citadel
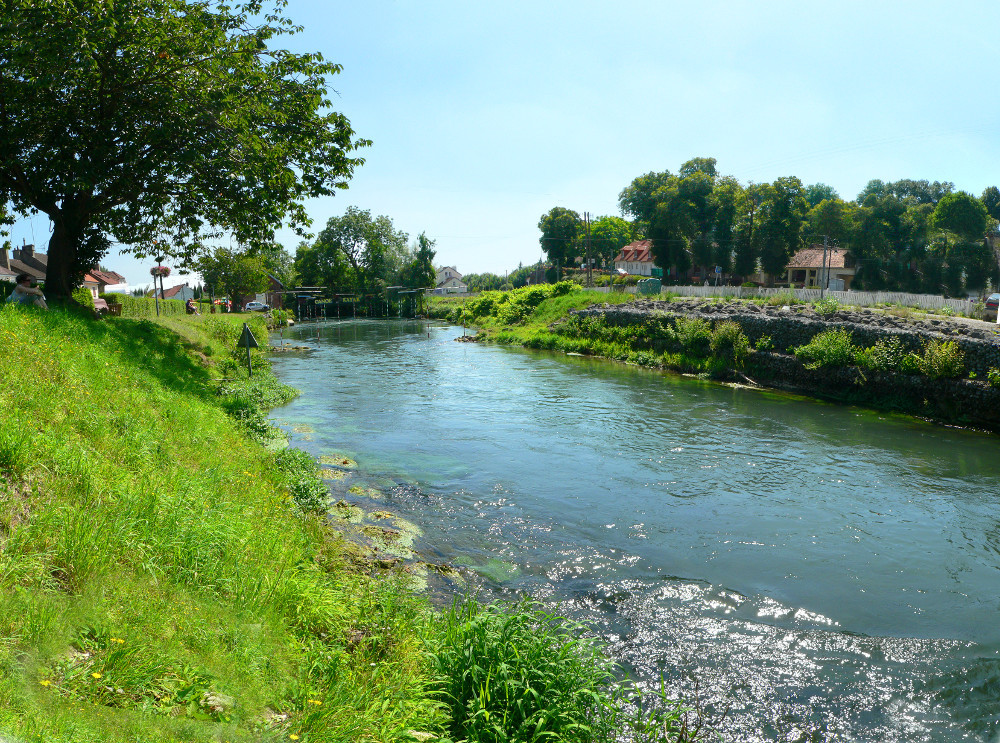
De Canche
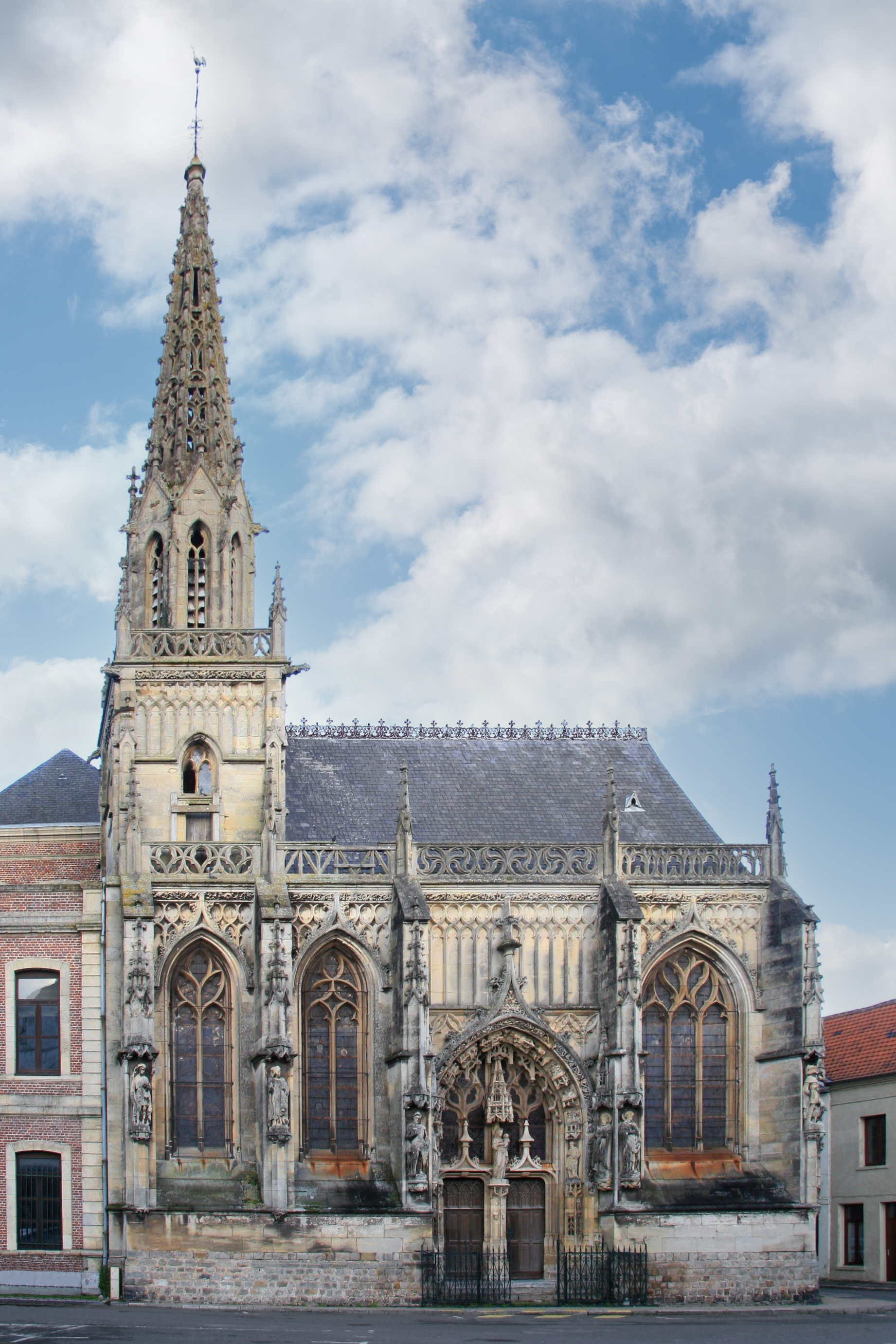
Hôtel-Dieu
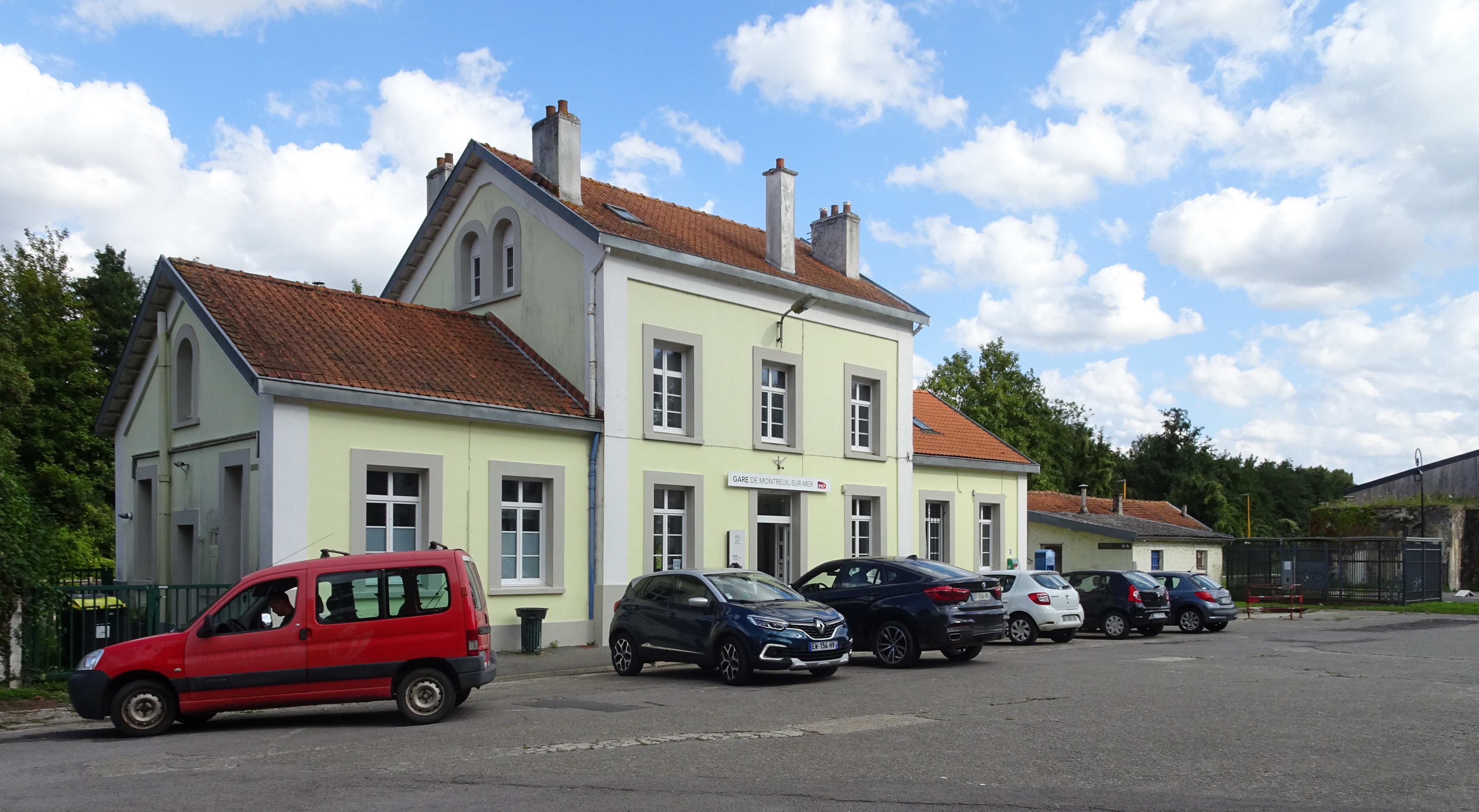
Station